# Bitwa wyrska
Bitwa wyrska (Bitwa pod Mikołowem) – bitwa kampanii wrześniowej stoczona w dniach 1–3 września 1939 w pobliżu Mikołowa, w rejonie wsi Wyry i Gostyń.

## Wkroczenie wojsk niemieckich na Górny Śląsk
II wojna światowa w polskiej części Górnego Śląska rozpoczęła się atakami 4. Floty Powietrznej Luftwaffe, która zbombardowała kilka miejsc o świcie 1 września, w tym lotnisko w Katowicach. Następnie granice przekroczyły Freikorps wraz z piechotą Wehrmachtu, przełamując opór głównie oddziałów byłych powstańców śląskich w Rudzie Śląskiej, Chorzowie i Katowicach.
Niemieckie siły 28 Dywizji Piechoty oraz 5 Dywizji Pancernej skupiły się na południe od okręgu przemysłowego w okolicach Mikołowa i Pszczyny.

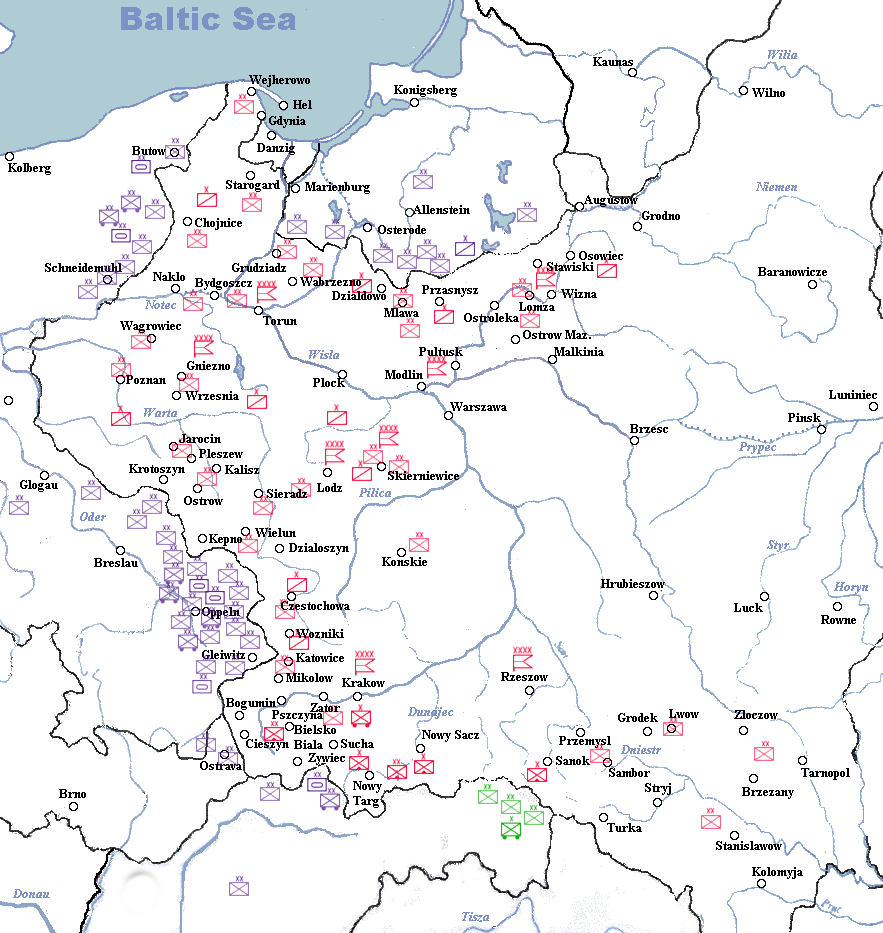
Lokalizacja polskich oddziałów 1 września 1939

1 września oddziały Wehrmachtu, okrążając polskie oddziały pod Bożą Górą, Żorami i Rybnikiem, przeszły do zażartej walki ogniowej na odcinku wzgórza 341 (tzw. Sośnia Góra, na zachód od Mikołowa) aż do rzeczki Gostynki. Równocześnie były prowadzone walki pod Pszczyną.
Obronę strategicznego wzgórza 341 prowadził kpt. Tytus Wikarski, dowodzący 1 kompanią ckm I batalionu 201 rezerwowego pułku piechoty. Mimo utraty 50% oddziału, poprosił gen. Sadowskiego o pozwolenie na kontynuowanie obrony odcinka tzw. wzgórza 341, czyli obecnej Fiołkowej Góry w Mikołowie-Mokrem. 2 września batalion musiał się wycofać, w kierunku Wyr i tam dołączył do walczących oddziałów Wojska Polskiego. Oddziały niemieckie wieczorem stoczyły ciężką bitwę graniczną (według historyków opierających się na materiałach wspomnieniowych żołnierzy niemieckich i polskich) w lesie w Wyrach. W wyniku tego Wehrmacht zdobył kontrolę nad obszarami leżącymi nad Gostynką.
2 września od wczesnych godzin rannych Niemcy rozpoczęli też ostrzał artyleryjski pozycji Polaków na linii Mikołów, Wyry i Kobiór.
Później dwa niemieckie bataliony wyruszyły w kierunku Tychów. Po drodze napotkały opór polskich jednostek na terenie obecnej dzielnicy Tychów – Żwakowa. Wioskę Niemcy zdobyli o godz. 17. W bitwie wyrskiej dość znaczną rolę odegrał pociąg pancerny Nr 54 „Groźny”, skutecznie ostrzeliwujący pozycje niemieckie i ewakuujący rannych.
O godz. 13 dowódca Grupy Operacyjnej „Śląsk” gen. Jan Jagmin-Sadowski dostał wiadomość od generała Bernarda Monda, który walczył pod Pszczyną, że jego 6 Dywizja Piechoty nie wspomoże walk pod Mikołowem z powodu odwrotu do okolic Oświęcimia (w Oświęcimiu, gdzie obecnie mieści się muzeum, do 1939 roku znajdowały się koszary wojskowe, później przebudowane na obóz koncentracyjny) i według historyków błędnego rozpoznania sytuacji, po „wstępnym rozbiciu” dywizji, która mogła „się pozbierać” (bo jak ustalono później, dywizja nie została rozbita w takim stopniu, by nie mogła kontynuować walki) i ponownie uderzyć, co mogło przeważyć o losach bitwy na odcinku Wyry – Gostyń – Kobiór – Pszczyna (Ćwiklice) i zorganizować obronę na linii rzeki San i Wisła, co zresztą zamierzało Dowództwo Naczelne – wymuszonego przełamaniem linii obronnych przez Niemców pod Pszczyną. Następnie Sadowski dowiedział się, że Krakowska Brygada Kawalerii walcząca w lasach świerklanieckich wycofała się spod Woźnik do Zawiercia. Wobec tego generał skierował się do Zawiercia. W nocy z 2 na 3 września zarządzono odwrót Wojska Polskiego z Górnego Śląska. W bitwie wyrskiej poległ m.in. ppłk. Władysław Kiełbasa, bohater obrony Mikołowa. Pochowany został wraz z pięcioma nieznanymi z nazwiska żołnierzami na cmentarzu przy kościele, obecnie bazylice mniejszej pw. św. Wojciecha w Mikołowie. Jak mówią różne źródła, został śmiertelnie ranny w krtań lub brzuch.